# Tadeusz Lewandowski (ur. 1951)
Tadeusz Bernard Lewandowski (ur. 28 października 1951 w Bydgoszczy) – polski polityk i inżynier, poseł na Sejm III kadencji.

## Życiorys
Z wykształcenia inżynier elektronik. W 1975 ukończył studia na Wydziale Elektrycznym Wyższej Szkoły Morskiej. Pracował m.in. jako kierownik w prywatnej spółce, w latach 90. zasiadał w radzie miejskiej Bydgoszczy, w której przewodniczył komisji ds. rodziny.
W latach 1997–2001 sprawował mandat posła na Sejm III kadencji wybranego w okręgu bydgoskim z listy Akcji Wyborczej Solidarność (z rekomendacji Polskiej Federacji Stowarzyszeń Rodzin Katolickich). Należał do Ruchu Społecznego AWS, w 2001 bez powodzenia ubiegał się o reelekcję. W 2023 wystartował do Sejmu z ramienia ugrupowania Polska Jest Jedna.